# Purity Cherotich Kirui
Purity Cherotich Kirui (ur. 13 sierpnia 1991) – kenijska lekkoatletka specjalizującą się w biegu na 3000 metrów z przeszkodami.
W 2010 odniosła swój pierwszy międzynarodowy sukces zdobywając złoty medal rozgrywanych w Moncton mistrzostw świata juniorów. Cztery lata później w Glasgow została mistrzynią igrzysk Wspólnoty Narodów. Brązowa medalistka igrzysk afrykańskich w Brazzaville (2015). W 2017 zajęła dziesiąte miejsce na mistrzostwach świata w Londynie.
Rekord życiowy: 9:16,91 (4 lipca 2021, Sztokholm).

## Osiągnięcia
| Rok  | Impreza                              | Miejsce     | Konkurencja                   | Lokata      | Wynik   |
| ---- | ------------------------------------ | ----------- | ----------------------------- | ----------- | ------- |
| 2008 | Igrzyska Wspólnoty Narodów młodzieży | Pune        | bieg na 1500 m                | 7. miejsce  | 4:33,51 |
| 2008 | Igrzyska Wspólnoty Narodów młodzieży | Pune        | sztafeta 4 × 400 m            | 6. miejsce  | 4:01,26 |
| 2010 | Mistrzostwa świata juniorów          | Moncton     | bieg na 3000 m z przeszkodami | 1. miejsce  | 9:36,34 |
| 2014 | Igrzyska Wspólnoty Narodów           | Glasgow     | bieg na 3000 m z przeszkodami | 1. miejsce  | 9:30,96 |
| 2014 | Mistrzostwa Afryki                   | Marrakesz   | bieg na 3000 m z przeszkodami | 6. miejsce  | 9:50,87 |
| 2015 | Igrzyska afrykańskie                 | Brazzaville | bieg na 3000 m z przeszkodami | 3. miejsce  | 9:52,54 |
| 2017 | Mistrzostwa świata                   | Londyn      | bieg na 3000 m z przeszkodami | 10. miejsce | 9:25,62 |
| 2018 | Igrzyska Wspólnoty Narodów           | Gold Coast  | bieg na 3000 m z przeszkodami | 3. miejsce  | 9:25,74 |
| 2021 | Igrzyska olimpijskie                 | Tokio       | bieg na 3000 m z przeszkodami | eliminacje  | 9:30,13 |
| 2022 | Mistrzostwa świata                   | Eugene      | bieg na 3000 m z przeszkodami | eliminacje  | 9:26,88 |